# Maria Fekter
Maria Fekter (ur. 1 lutego 1956 w Attnang-Puchheim) – austriacka polityk, przedsiębiorca i samorządowiec, długoletnia deputowana do Rady Narodowej, członek Volksanwaltschaft (2007–2008), w latach 2008–2011 minister spraw wewnętrznych, następnie do 2013 minister finansów.

## Życiorys
Ukończyła w 1979 studia prawnicze na Johannes Kepler Universität Linz, w 1982 uzyskała magisterium. Pracowała w rodzinnym przedsiębiorstwie. Zaangażowała się w działalność polityczną w ramach Austriackiej Partii Ludowej. W latach 1986–1990 była radną swojej rodzinnej miejscowości. Od 1990 powoływana w skład prezydium Österreichischer Wirtschaftsbund, organizacji przedsiębiorców działającej przy ÖVP.
W 1990 po raz pierwszy została wybrana do Rady Narodowej. Reelekcję do niższej izby austriackiego parlamentu uzyskiwała w wyborach w 1994, 1995, 1999, 2002, 2006, 2008 i 2013.
Od grudnia 1990 do listopada 1994 pełniła funkcję sekretarza stanu w ministerstwie spraw gospodarczych. Od 1995 do 2007 była wiceprzewodniczącą ludowców w Górnej Austrii, zaś w 2008 została wiceprzewodniczącą federalnych struktur ÖVP. W latach 2007–2008 była jednym z trzech austriackich rzeczników praw obywatelskich. W lipcu 2008 powołana na ministra spraw wewnętrznych w rządzie Alfreda Gusenbauera, zastępując Günthera Plattera, który objął urząd starosty krajowego Tyrolu. Pozostała na tym stanowisku również w utworzonym w grudniu 2008 pierwszym gabinecie Wernera Faymanna. W kwietniu 2011 przeszła na funkcję ministra finansów w tym samym rządzie, pełniąc ją do grudnia 2013.